# Тетяна Деб'єн
Тетяна Салах Деб'єн (фр. Tatiana Salah Debien; нар. 30 січня 1991, Новоалександровськ, Новоалександровський район, Ставропольський край, РРФСР, СРСР) — французька борчиня вільного стилю російського походження, бронзова призерка чемпіонату світу, бронзова призерка чемпіонату Європи, чемпіонка та бронзова призерка Середземноморського чемпіонату, бронзова призерка Середземноморських ігор, чемпіонка Франкомовних ігор.

## Життєпис
Боротьбою почала займатися з 1998 року. 
Виступає за спортивний клуб «Schiltigheim» Страсбург. Тренер — Річард Хелмовський (з 2007).

## Спортивні результати на міжнародних змаганнях

### Виступи на Чемпіонатах світу
| Змагання                        | Збірна  | Вагова категорія          | Місце  |
| ------------------------------- | ------- | ------------------------- | ------ |
| Чемпіонат світу з боротьби 2014 | Франція | жіноча боротьба, до 53 кг | 23     |
| Чемпіонат світу з боротьби 2017 | Франція | жіноча боротьба, до 53 кг | 14     |
| Чемпіонат світу з боротьби 2022 | Франція | жіноча боротьба, до 53 кг | 13     |
| Чемпіонат світу з боротьби 2024 | Франція | жіноча боротьба, до 55 кг | Бронза |

### Виступи на Чемпіонатах Європи
| Змагання                         | Збірна  | Вагова категорія          | Місце  |
| -------------------------------- | ------- | ------------------------- | ------ |
| Чемпіонат Європи з боротьби 2014 | Франція | жіноча боротьба, до 53 кг | 11     |
| Чемпіонат Європи з боротьби 2019 | Франція | жіноча боротьба, до 53 кг | 5      |
| Чемпіонат Європи з боротьби 2020 | Франція | жіноча боротьба, до 53 кг | 16     |
| Чемпіонат Європи з боротьби 2022 | Франція | жіноча боротьба, до 53 кг | 8      |
| Чемпіонат Європи з боротьби 2023 | Франція | жіноча боротьба, до 55 кг | Бронза |
| Чемпіонат Європи з боротьби 2024 | Франція | жіноча боротьба, до 53 кг | 7      |

### Виступи на Європейських іграх
| Змагання              | Збірна  | Вагова категорія          | Місце |
| --------------------- | ------- | ------------------------- | ----- |
| Європейські ігри 2019 | Франція | жіноча боротьба, до 53 кг | 11    |

### Виступи на Середземноморських чемпіонатах
| Змагання                                     | Збірна  | Вагова категорія          | Місце  |
| -------------------------------------------- | ------- | ------------------------- | ------ |
| Середземноморський чемпіонат з боротьби 2010 | Франція | жіноча боротьба, до 55 кг | Золото |
| Середземноморський чемпіонат з боротьби 2012 | Франція | жіноча боротьба, до 55 кг | Бронза |

### Виступи на Чемпіонатах світу серед студентів
| Змагання                                        | Збірна  | Вагова категорія          | Місце |
| ----------------------------------------------- | ------- | ------------------------- | ----- |
| Чемпіонат світу з боротьби серед студентів 2012 | Франція | жіноча боротьба, до 55 кг | 7     |

### Виступи на Франкомовних іграх
| Змагання              | Збірна  | Вагова категорія          | Місце  |
| --------------------- | ------- | ------------------------- | ------ |
| Франкомовні ігри 2013 | Франція | жіноча боротьба, до 55 кг | Золото |

### Виступи на Середземноморських іграх
| Змагання                    | Збірна  | Вагова категорія          | Місце  |
| --------------------------- | ------- | ------------------------- | ------ |
| Середземноморські ігри 2022 | Франція | жіноча боротьба, до 57 кг | Бронза |

### Виступи на інших змаганнях
| Змагання                                                      | Збірна  | Вагова категорія          | Місце  |
| ------------------------------------------------------------- | ------- | ------------------------- | ------ |
| Гран-прі Німеччини з боротьби 2010                            | Франція | жіноча боротьба, до 55 кг | Бронза |
| Всесвітні ігри бойових мистецтв 2010                          | Франція | жіноча боротьба, до 55 кг | 6      |
| Austrian Ladies Open 2011                                     | Франція | жіноча боротьба, до 55 кг | 10     |
| Турнір Дана Колова — Николи Петрова 2012                      | Франція | жіноча боротьба, до 55 кг | 13     |
| Золотий Гран-прі з боротьби 2012 (Кліппан)                    | Франція | жіноча боротьба, до 55 кг | 8      |
| Гран-прі Німеччини з боротьби 2012                            | Франція | жіноча боротьба, до 55 кг | Срібло |
| Золотий Гран-прі з боротьби 2012 (Баку)                       | Франція | жіноча боротьба, до 55 кг | Бронза |
| Гран-прі Німеччини з боротьби 2013                            | Франція | жіноча боротьба, до 55 кг | 8      |
| Austrian Ladies Open 2013                                     | Франція | жіноча боротьба, до 55 кг | Бронза |
| Літня Універсіада 2013                                        | Франція | жіноча боротьба, до 55 кг | 16     |
| Меморіал Вацлава Циолковського 2013                           | Франція | жіноча боротьба, до 55 кг | 18     |
| Henri Deglane Challenge 2013                                  | Франція | жіноча боротьба, до 55 кг | Золото |
| Золотий Гран-прі з боротьби 2014 (Париж)                      | Франція | жіноча боротьба, до 53 кг | Золото |
| Кубок Гранми з боротьби 2014                                  | Франція | жіноча боротьба, до 53 кг | Бронза |
| Klippan Lady Open 2014                                        | Франція | жіноча боротьба, до 53 кг | Бронза |
| Гран-прі Німеччини з боротьби 2014                            | Франція | жіноча боротьба, до 53 кг | Золото |
| Austrian Ladies Open 2014                                     | Франція | жіноча боротьба, до 53 кг | Срібло |
| Henri Deglane Challenge 2014                                  | Франція | жіноча боротьба, до 53 кг | Бронза |
| Гран-прі Парижа з боротьби 2015                               | Франція | жіноча боротьба, до 53 кг | 5      |
| Кубок Гранми з боротьби 2015                                  | Франція | жіноча боротьба, до 53 кг | Срібло |
| Гран-прі Німеччини з боротьби 2015                            | Франція | жіноча боротьба, до 53 кг | 5      |
| Henri Deglane Challenge 2016                                  | Франція | жіноча боротьба, до 53 кг | 8      |
| Гран-прі Парижа з боротьби 2017                               | Франція | жіноча боротьба, до 53 кг | 7      |
| Гран-прі Німеччини з боротьби 2017                            | Франція | жіноча боротьба, до 53 кг | 5      |
| Київський Міжнародний турнір з боротьби 2018                  | Франція | жіноча боротьба, до 53 кг | 7      |
| Турнір Дана Колова — Николи Петрова 2018                      | Франція | жіноча боротьба, до 53 кг | 7      |
| Гран-прі Іспанії з боротьби 2018                              | Франція | жіноча боротьба, до 53 кг | 5      |
| Henri Deglane Challenge 2018                                  | Франція | команда                   | 4      |
| Henri Deglane Challenge 2019                                  | Франція | жіноча боротьба, до 53 кг | Бронза |
| Відкритий чемпіонат Польщі з боротьби 2019                    | Франція | жіноча боротьба, до 53 кг | 14     |
| Турнір Дана Колова — Николи Петрова 2022                      | Франція | жіноча боротьба, до 53 кг | Бронза |
| Гран-прі Франції Анрі Деглана 2022                            | Франція | команда                   | 5      |
| Відкритий чемпіонат Загреба з боротьби 2023                   | Франція | жіноча боротьба, до 53 кг | 19     |
| Турнір Ібрагіма Мустафи 2023                                  | Франція | жіноча боротьба, до 55 кг | 4      |
| Меморіал Імре Поляка та Яноша Варги 2023                      | Франція | жіноча боротьба, до 53 кг | 16     |
| Відкритий чемпіонат Польщі з боротьби 2023                    | Франція | жіноча боротьба, до 53 кг | 11     |
| Відкритий чемпіонат Загреба з боротьби 2024                   | Франція | жіноча боротьба, до 53 кг | 13     |
| Турнір Дана Колова — Николи Петрова 2024                      | Франція | жіноча боротьба, до 53 кг | Бронза |
| Олімпійський кваліфікаційний турнір з боротьби 2024 (Баку)    | Франція | жіноча боротьба, до 53 кг | 9      |
| Олімпійський кваліфікаційний турнір з боротьби 2024 (Стамбул) | Франція | жіноча боротьба, до 53 кг | 17     |
| Гран-прі Іспанії з боротьби 2024                              | Франція | жіноча боротьба, до 55 кг | Золото |

### Виступи на змаганнях молодших вікових груп
| Змагання                                       | Збірна   | Вагова категорія          | Місце  |
| ---------------------------------------------- | -------- | ------------------------- | ------ |
| Чемпіонат Європи з боротьби серед юніорів 2009 | Франція  | жіноча боротьба, до 55 кг | 7      |
| Чемпіонат Європи з боротьби серед юніорів 2010 | Франція  | жіноча боротьба, до 55 кг | 15     |
| Чемпіонат світу з боротьби серед юніорів 2010  | Франція  | жіноча боротьба, до 55 кг | 10     |
| Чемпіонат Європи з боротьби серед юніорів 2011 | Франція  | жіноча боротьба, до 55 кг | Срібло |
| Чемпіонат світу з боротьби серед юніорів 2011  | Франція  | жіноча боротьба, до 55 кг | 8      |
| Чемпіонат Європи з боротьби серед кадетів 2008 | Шаблон:F | жіноча боротьба, до 52 кг | #ЗНАЧ! |